# Христо Парунев
Христо Парунев е български футболист, полузащитник, който се състезава за Ботев (Пловдив). Парунев е юноша на Ботев (Пловдив) и едва на 16 години е привикан в първия състав на „канарчетата“ и дебютира при мъжете в първия мач от втория полусезон срещу Асеновец в Асеновград спечелен с 4:0. Парунев влиза като резерва и в предпоследния мач за сезона срещу Розова долина, който е спечелен с 3:0 от Ботев.
По време на предсезонната подготовка за 2011/2012, Христо Парунев показва изключителна непрофесионалност, след като се държи грубо и невъзпитано с треньора си в Елитната Юношеска Група Иван Кочев, след което играч и клуб се разделят. Новият отбор му е Марица Пловдив.